# Association des maires ruraux de France
Pour les articles homonymes, voir AMRF.
Ne doit pas être confondu avec Association des maires de France.
L’Association des maires ruraux de France réunit les élus des communes de moins de 3 500 habitants, pour représenter, défendre et promouvoir les communes rurales et la liberté municipale. À ce titre, elle peut être considérée comme un lobby du monde rural et des collectivités.

## Présentation
L’Association des maires ruraux de France (AMRF) se présente comme une fédération qui « s'engage au quotidien au niveau local comme national pour défendre et promouvoir les enjeux spécifiques de la ruralité ».  

### Bureau
| Fonction                     | Nom                 | Commune                     |
| ---------------------------- | ------------------- | --------------------------- |
| Président                    | Michel Fournier     | Les Voivres, Vosges         |
| Vice-président               | Jean-Paul Carteret  | Lavoncourt, Haute-Saône     |
| Trésorière                   | Dominique Chappuit  | Rosoy, Yonne                |
| Secrétaire général           | John Billard        | Le Favril, Eure-et-Loir     |
| Trésorier adjoint            | Louis Pautrel       | Le Ferré, Ille-et-Vilaine   |
| Vice-président               | Daniel Barbe        | Blasimon, Gironde           |
| Vice-président               | Sébastien Gouttebel | Murol, Puy-de-Dôme          |
| Vice-président               | Jean-Jacques Marty  | Saint-Ferriol, Aude         |
| Secrétaire générale adjointe | Nadine Kersaudy     | Cleden-Cap-Sizun, Finistère |
| Vice-président               | Yvan Lubraneski     | Les Molières, Essonne       |
| Vice-président               | Michel Gros         | La Roquebrussanne, Var      |
| Vice-présidente              | Fanny Lacroix       | Châtel-en-Trièves, Isère    |

### Engagements
L'AMRF indique plusieurs engagements, dont la volonté de défendre la liberté communale, l'indépendance vis-à-vis des partis politiques, le développement des services publics, la lutte contre la désertification et l'équité dans l'aménagement du territoire.

## Services et publications
Depuis 2010, l'AMRF propose à ses adhérents la possibilité de créer le site internet de la commune via une plateforme de publication.
Le journal officiel de l'association s'intitule "36000 communes" ; il est adressé aux adhérents de l'AMRF, ainsi qu'à tous les parlementaires, les conseils généraux, les conseils régionaux, les ministères et les préfectures. Il est disponible en ligne dans les archives le mois suivant sa parution.
La vie de l'AMRF est rythmée par deux événements chaque année : une assemblée générale au printemps à Lyon, qui réunit les grands électeurs de l'association, et un congrès à l'automne organisée chaque année dans un département différent : Nord (2019), Hautes-Alpes (2018), Finistère (2017), Loire (2016), Puy-de-Dôme (2015), Indre (2014), Haute-Saône (2013).

## Historique
L'Association des Maires Ruraux de France (AMRF) a été créée en 1971, en réaction à la loi Marcellin (Loi sur les fusions et regroupements de communes) qui proposait de fusionner les communes, pour en supprimer environ un tiers. À l'initiative d'Étienne Furtos, maire d'Unias, un groupe d'élus ruraux créent l'Association des Maires de France – Communes Rurales (A.M.F. - C.R.). Cinq ans plus tard, l'association se prononce contre le rapport Guichard, qui propose de regrouper les communes et de réformer l'organisation territoriale. L'association adoptera le nom de Fédération Nationale des Maires Ruraux (FNMR) en 1983.
D'abord centrée sur la défense des communes, la FNMR (fédération nationale des maires ruraux), plus spécialisée que l'AMF, devient un centre de réflexion sur l'autonomie locale, la fiscalité, puis l'urbanisme, l'intercommunalité (décentralisation de 1982, loi ATR, ou schéma d'aménagement du territoire établis par Charles Pasqua). À partir de 1983, la FNMR défend l'idée d'un statut des élus, jusqu'à son adoption en 1992 (en 1987, Yves Galland proposait de limiter le statut de l'élu aux communes de plus 500 habitants). Elle a poursuivi son action autour de la question de la responsabilité pénale de l'élu local. Depuis le début des années 1990, la défense des services publics locaux (présence postale, santé, perceptions...) est l'un de ses engagements forts. 
En 1986 et 1988 ont lieu des États Généraux de la Ruralité. Puis, en 1991, la FNMR participe à la conception des "Maisons de Service Public" et des "Points Multi-Services", inaugurés à titre expérimental en Isère et dans la Haute-Saône. En 2003, la FNMR prend le nom actuel d'Association des maires ruraux de France (AMRF).
L'AMRF est composée d'associations organisées par départements. Elle est présente dans 83 départements français.

### Liste des présidents successifs
| Période     | Identité         | Commune                   |
| ----------- | ---------------- | ------------------------- |
| 1971-1983   | Étienne Furtos   | Unias (42)                |
| 1983-1999   | François Paour   | Saint-Bernard (01)        |
| 1999-2008   | Gérard Pelletier | Raze (70)                 |
| 2008-2020   | Vanik Berberian  | Gargilesse-Dampierre (36) |
| depuis 2020 | Michel Fournier  | Les Voivres (88)          |

### Dates importantes
- 1971 : création de l'« AMF - Communes Rurales » à la suite de la loi Marcellin[13]
- 1983 : l’association adopte le nom de FNMR et milite pour un statut de l’élu[13]
- 1994 : « Manifeste pour le monde rural »[14], texte fondamental de l'AMRF
- 1998 : la FNMR fonde avec la SMACL l’Observatoire des risques juridiques des collectivités territoriales[15]
- 2000 : rassemblement et "Appel de Gergovie" pour l’avenir des communes rurales[16]
- 2001 : la FNMR dépose une pétition de 6000 signatures de maires pour un vrai statut de l’élu[17]
- 2003 : la FNMR devient l’AMRF, et réaffirme son attachement aux services publics
- 2004 : Manifeste des élus locaux pour des services de proximité[18]
- 2005 : l’AMRF recueille 6200 délibérations[19] poussant à la création du fonds postal de péréquation territoriale
- 2009 : opération "École numérique rurale"[20] du plan de relance économique de la France de 2008-2009
- 2015 : Mobilisation contre la loi NOTRe[21],[22]
- 2016 : États Généreux de la Ruralité[23]
- 2018 : Mairie ouverte - cahiers de doléances[24],[25]
- 2019 : Lancement de l'Agenda rural[26]
- 2019 : Parlement rural[27]

## Prises de position
L'AMRF prend position sur un certain nombre de sujets : En 2018, dans le contexte du mouvement des gilets jaunes, l'association prend l'initiative de cahiers de doléances accessibles en mairie. L'ensemble de ces doléances a été remis au Président de la République en main propre par le président de l'AMRF.  
L'association attire l'attention sur les déserts médicaux, et s'oppose aux recommandations du conseil scientifique relatives à la tenue des élections régionales et départementales en 2021. 
Le président de l'AMRF estime en 2017 que les maires sont très courtisés, voire « harcelés » au moment de la récolte des parrainages pour l'élection présidentielle, en soulignant que le principe des parrainages entraîne un potentiel « chantage aux subventions futures ». 
L'AMRF passe en février 2019 un accord avec Airbnb, plateforme de location saisonnière. Il s'agit de développer le potentiel touristique des territoires ruraux, au moment où les grandes villes cherchent à mieux contrôler la plateforme.  Pour chaque annonce nouvelle créée, Airbnb s'engage à verser 100€  à un fonds destiné au financement de projets touristiques ruraux selon les conditions convenues entre Airbnb et l'AMRF,. 
L'association participe régulièrement au débat public par des manifestes ou des rapports remis lors des grands aménagements législatifs concernant la ruralité et le rôle de la commune. Elle est ainsi associée à un lobby,,, mais indique agir pour le compte de l'intérêt général. 
L'AMRF est à l'origine de l'Agenda rural, repris par le Gouvernement en 2019, avec 173 mesures pour la ruralité. 